# Internazionali d'Italia 2022
Gli Internazionali d'Italia 2022 sono stati un torneo di tennis giocato su campi in terra rossa. Si è trattato della 79ª edizione degli Internazionali d'Italia, classificati come ATP Tour Masters 1000 nell'ambito dell'ATP Tour 2022 e come WTA Tour 1000 nel WTA Tour 2022. Tutti gli incontri si sono giocati al Foro Italico di Roma, in Italia, dall'8 al 15 maggio 2022.

## Partecipanti ATP

### Teste di serie
| Nazionalità | Giocatore             | Testa di serie | Ranking |
| ----------- | --------------------- | -------------- | ------- |
| Serbia      | Novak Đoković         | 1              | 1       |
| Germania    | Alexander Zverev      | 2              | 3       |
| Spagna      | Rafael Nadal          | 3              | 4       |
| Grecia      | Stefanos Tsitsipas    | 4              | 5       |
| Norvegia    | Casper Ruud           | 5              | 7       |
|             | Andrej Rublëv         | 6              | 8       |
| Spagna      | Carlos Alcaraz        | 7              | 9       |
| Canada      | Félix Auger-Aliassime | 8              | 10      |
| Regno Unito | Cameron Norrie        | 9              | 11      |
| Italia      | Jannik Sinner         | 10             | 12      |
| Polonia     | Hubert Hurkacz        | 11             | 13      |
| Argentina   | Diego Schwartzman     | 12             | 14      |
| Canada      | Denis Shapovalov      | 13             | 15      |
| Stati Uniti | Reilly Opelka         | 14             | 16      |
| Spagna      | Pablo Carreño Busta   | 15             | 17      |
| Spagna      | Roberto Bautista Agut | 16             | 19      |

* Ranking al 25 aprile 2022.

### Altri partecipanti
I seguenti giocatori hanno ricevuto una wild card per il tabellone principale:
- Matteo Arnaldi
- Flavio Cobolli
- Luca Nardi
- Francesco Passaro

I seguenti giocatori sono entrati nel tabellone principale grazie al ranking protetto:
- Borna Ćorić
- Dominic Thiem
- Stan Wawrinka

I seguenti giocatori sono passati dalle qualificazioni: 

- Sebastián Báez
- Laslo Đere
- Brandon Nakashima
- Giulio Zeppieri
- Francisco Cerúndolo
- Dušan Lajović
- Tallon Griekspoor

I seguenti giocatori sono entrati in tabellone come lucky loser:
- Marcos Giron
- Emil Ruusuvuori

### Ritiri
Prima del torneo
- Carlos Alcaraz → sostituito da  Emil Ruusuvuori
- Roberto Bautista Agut → sostituito da  Marcos Giron
- Matteo Berrettini → sostituito da  Sebastian Korda
- Taylor Fritz → sostituito da  Pedro Martínez
- Daniil Medvedev → sostituito da  Il'ja Ivaška
- Gaël Monfils → sostituito da  Alejandro Davidovich Fokina

## Partecipanti ATP doppio

### Teste di serie
| Nazionalità | Giocatore            | Nazionalità   | Giocatore        | Ranking* | Teste di serie |
| ----------- | -------------------- | ------------- | ---------------- | -------- | -------------- |
| Stati Uniti | Rajeev Ram           | Regno Unito   | Joe Salisbury    | 3        | 1              |
| Spagna      | Marcel Granollers    | Argentina     | Horacio Zeballos | 9        | 2              |
| Croazia     | Nikola Mektić        | Croazia       | Mate Pavić       | 9        | 3              |
| Australia   | John Peers           | Slovacchia    | Filip Polášek    | 25       | 4              |
| Colombia    | Juan Sebastián Cabal | Colombia      | Robert Farah     | 26       | 5              |
| Regno Unito | Jamie Murray         | Nuova Zelanda | Michael Venus    | 27       | 6              |
| Paesi Bassi | Wesley Koolhof       | Regno Unito   | Neal Skupski     | 33       | 7              |
| Germania    | Kevin Krawietz       | Germania      | Andreas Mies     | 38       | 8              |

* Ranking al 25 aprile 2022.

### Altri partecipanti
Le seguenti coppie di giocatori hanno ricevuto una wildcard per il tabellone principale: 
- Matteo Arnaldi /  Francesco Passaro
- Flavio Cobolli /  Francesco Forti
- Luca Nardi /  Lorenzo Sonego

La seguente coppia di giocatori è entrata in tabellone usando il ranking protetto:
- Łukasz Kubot /  Édouard Roger-Vasselin

Le seguenti coppie di giocatori sono entrate in tabellone come alternate:
- Julio Peralta /  Franko Škugor
- Lloyd Glasspool /  Harri Heliövaara

### Ritiri
Prima del torneo
- Marin Čilić /  Ivan Dodig → sostituiti da  Ivan Dodig /  Austin Krajicek
- Taylor Fritz /  Reilly Opelka → sostituiti da  Reilly Opelka /  Tommy Paul
- Marcel Granollers /  Horacio Zeballos → sostituiti da  Julio Peralta /  Franko Škugor
- Marcelo Melo /  Alexander Zverev → sostituiti da  Aslan Karacev /  Marcelo Melo
- Karen Chačanov /  Andrej Rublëv → sostituiti da  Lloyd Glasspool /  Harri Heliövaara

## Partecipanti WTA

### Teste di serie
| Nazionalità | Giocatrice               | Ranking* | Testa di serie |
| ----------- | ------------------------ | -------- | -------------- |
| Polonia     | Iga Świątek              | 1        | 1              |
| Spagna      | Paula Badosa             | 3        | 2              |
|             | Aryna Sabalenka          | 4        | 3              |
| Grecia      | Maria Sakkarī            | 5        | 4              |
| Estonia     | Anett Kontaveit          | 6        | 5              |
| Rep. Ceca   | Karolína Plíšková        | 7        | 6              |
| Stati Uniti | Danielle Collins         | 8        | 7              |
| Spagna      | Garbiñe Muguruza         | 9        | 8              |
| Tunisia     | Ons Jabeur               | 10       | 9              |
| Regno Unito | Emma Raducanu            | 11       | 10             |
| Lettonia    | Jeļena Ostapenko         | 12       | 11             |
| Svizzera    | Belinda Bencic           | 13       | 12             |
| Stati Uniti | Jessica Pegula           | 14       | 13             |
|             | Anastasija Pavljučenkova | 15       | 14             |
| Stati Uniti | Cori Gauff               | 16       | 15             |
|             | Viktoryja Azaranka       | 17       | 16             |

*ranking al 25 aprile 2022.

### Altre partecipanti
Le seguenti giocatrici hanno ricevuto una wild card per il tabellone principale:
- Lucia Bronzetti
- Elisabetta Cocciaretto
- Martina Trevisan

Le seguenti giocatrici sono entrate in tabellone grazie al ranking protetto:
- Bianca Andreescu
- Karolína Muchová

Le seguenti giocatrici sono passate dalle qualificazioni: 

- Julija Putinceva
- Tereza Martincová
- Aljaksandra Sasnovič
- Kaja Juvan
- Elina Avanesjan
- Lauren Davis
- Petra Martić
- Marta Kostjuk

Le seguenti giocatrici sono entrate in tabellone come lucky loser:
- Nuria Párrizas Díaz
- Madison Brengle
- Elena-Gabriela Ruse

### Ritiri
Prima del torneo
- Barbora Krejčíková → sostituita da  Sloane Stephens
- Petra Kvitová → sostituita da  Ajla Tomljanović
- Elise Mertens → sostituita da  Camila Osorio
- Naomi Ōsaka → sostituita da  Nuria Párrizas Díaz
- Elina Svitolina → sostituita da  Zhang Shuai
- Clara Tauson → sostituita da  Madison Brengle
- Markéta Vondroušová → sostituita da  Shelby Rogers
- Alison Riske → sostituita da  Elena-Gabriela Ruse

## Partecipanti WTA doppio

### Teste di serie
| Nazionalità | Giocatrice         | Nazionalità   | Giocatrice     | Ranking* | Teste di serie |
| ----------- | ------------------ | ------------- | -------------- | -------- | -------------- |
| Australia   | Storm Sanders      | Cina          | Zhang Shuai    | 22       | 1              |
| Canada      | Gabriela Dabrowski | Messico       | Giuliana Olmos | 29       | 2              |
| Stati Uniti | Desirae Krawczyk   | Paesi Bassi   | Demi Schuurs   | 33       | 3              |
| Cile        | Alexa Guarachi     | Slovenia      | Andreja Klepač | 35       | 4              |
| Stati Uniti | Coco Gauff         | Stati Uniti   | Jessica Pegula | 41       | 5              |
| Rep. Ceca   | Lucie Hradecká     | India         | Sania Mirza    | 50       | 6              |
| Cina        | Xu Yifan           | Cina          | Yang Zhaoxuan  | 59       | 7              |
| Giappone    | Shuko Aoyama       | Taipei cinese | Chan Hao-ching | 61       | 8              |

*ranking al 25 aprile 2022.

### Altre partecipanti
Le seguenti coppie di giocatrici hanno ricevuto una wildcard per il tabellone principale:
- Claudia Giovine /  Anastasia Grymalska
- Jasmine Paolini /  Martina Trevisan

La seguente coppia è entrata in tabellone grazie al ranking protetto:
- Kaitlyn Christian /  Han Xinyun

La seguente coppia è entrata in tabellone come alternate:
- Madison Brengle /  Arina Rodionova

### Ritiri
Prima del torneo
- Irina-Camelia Begu /  Shelby Rogers → sostituite da  Nadežda Kičenok /  Shelby Rogers
- Ljudmyla Kičenok /  Jeļena Ostapenko → sostituite da  Ekaterina Aleksandrova /  Anna Danilina
- Nadežda Kičenok /  Ioana Raluca Olaru → sostituite da  Kirsten Flipkens /  Sara Sorribes Tormo
- Veronika Kudermetova /  Elise Mertens → sostituite da  Marta Kostjuk /  Elena-Gabriela Ruse
- Tereza Martincová /  Aljaksandra Sasnovič → sostituite da  Madison Brengle /  Arina Rodionova

## Campioni

### Singolare maschile
Novak Đoković ha sconfitto in finale  Stefanos Tsitsipas con il punteggio di 6-0, 7-6(5).
- È l'ottantasettesimo titolo in carriera per Đoković, il primo della stagione ed il sesto qui a Roma.

### Singolare femminile
Iga Świątek ha sconfitto in finale  Ons Jabeur con il punteggio di 6-2, 6-2.
- È il quinto titolo stagionale e di fila per la Świątek, l'ottavo della carriera e il secondo di fila del torneo.

### Doppio maschile
Nikola Mektić /  Mate Pavić hanno sconfitto in finale  John Isner /  Diego Schwartzman con il punteggio di 6-2, 6(6)-7, [12-10].

### Doppio femminile
Veronika Kudermetova /  Anastasija Pavljučenkova hanno sconfitto in finale  Gabriela Dabrowski /  Giuliana Olmos con il punteggio di 1-6, 6-4, [10-7].